# Gheara lui Arhimede

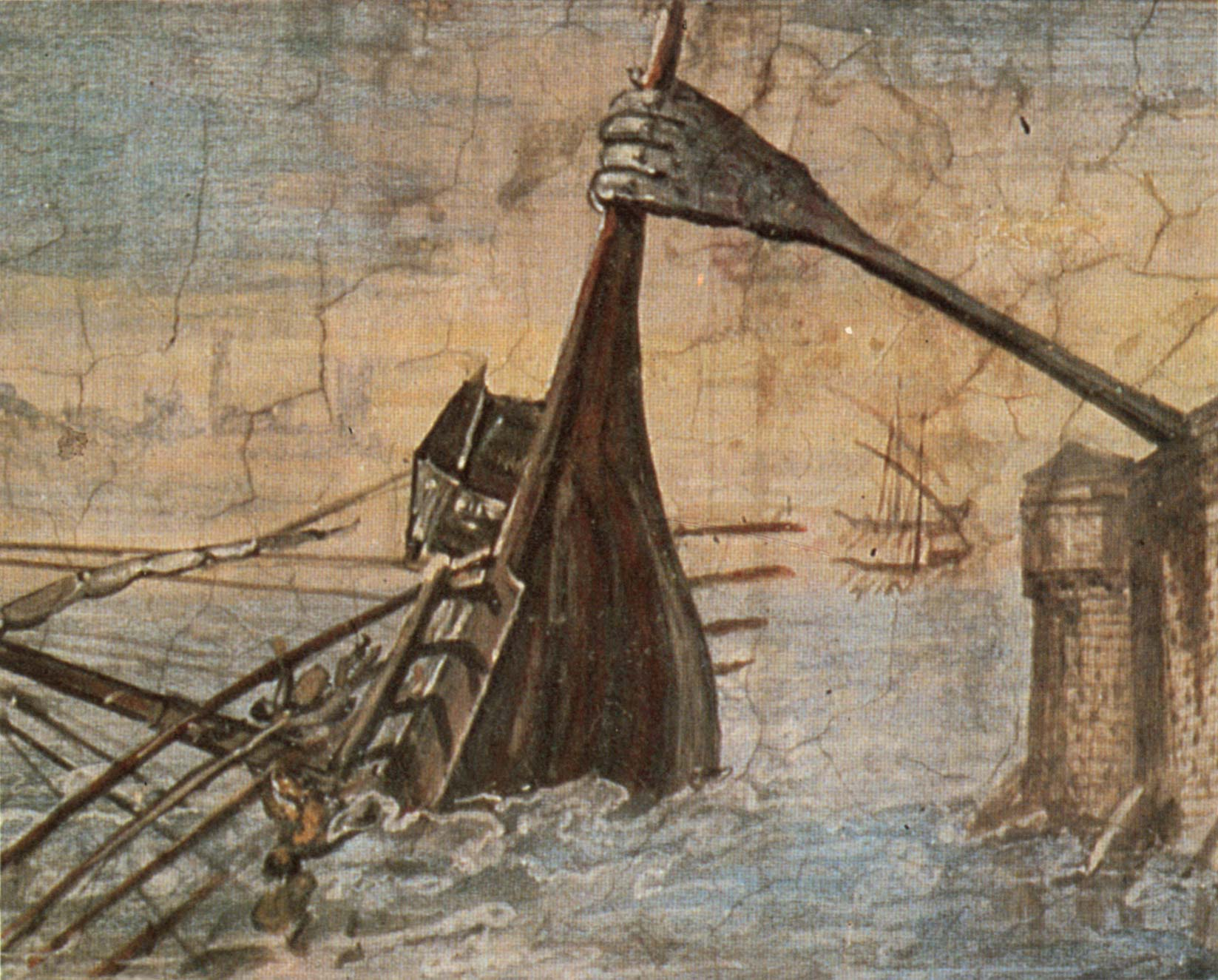
O pictură de Giulio Parigi, care reprezintă dispozitivul gheara lui Arhimede sub forma unei „mâini de fier”.

Gheara lui Arhimede, uneori mâna de fier, a reprezentat una dintre cele mai puternice arme corp la corp. Este o armă concepută de Arhimede pentru a apăra partea maritimă a zidurilor orașului Siracuza împotriva atacurilor amfibii. Aceasta reprezenta o pârghie folosită deasupra unui zid aproape de țărm la capătul căreia se aflau 2 sfori. Una dintre sfori avea la capăt niște cârlige iar cealaltă era acționată prin 2 scripeți, trasa cu puterea oamenilor si a animalelor ridicând si scufundând astfel corăbiile care ajungeau atât de aproape de țărm încât cârligele primei sfori ajungeau sub acestea.
Acest dispozitiv a fost utilizat în cel de-Al Doilea Război Punic.